# Luis del Olmo Marote

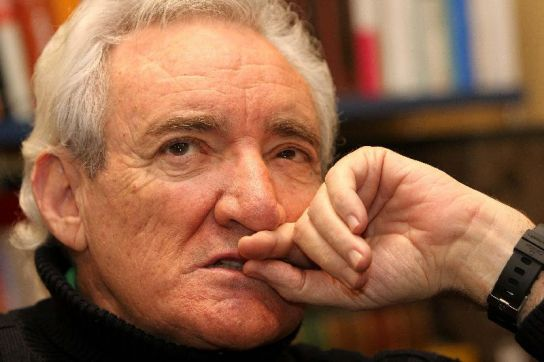
Luis del Olmo

Luis del Olmo Marote (* 31. Januar 1937 in Ponferrada, Provinz León) ist einer der renommiertesten Radio-Journalisten Spaniens. Er ist seit seiner Jugend im Hörfunk präsent und gilt als Meister des geistreichen Interviews und der in Spanien typischen Tertulia (anspruchsvoller politischer und gesellschaftlicher Talk). Seit 1969 (noch zu Zeiten der Franco-Diktatur in Spanien) stellte er seinen Hörern in der allmorgendlichen mehrstündigen Sendung Protagonistas (mit der zusammen er häufig den Sender gewechselt hat) Persönlichkeiten und Neuigkeiten aus dem öffentlichen Leben Spaniens vor und ging auf tagespolitische Ereignisse ein. Die langlebigste Sendung des spanischen Hörfunks, die am 13. Dezember 2013 mit einem Interview mit Vicente del Bosque als letzte Ausgabe nach 44 Jahren eingestellt wurde, war das Markenzeichen des politisch als konservativ bis reaktionär geltenden Redakteurs, der in früheren Zeiten der damals staatstragenden Falange angehörte. In seinen Sendungen schreckt er auch vor Polemik nicht zurück und rechnet mit Kritikern eiskalt über den Äther ab. Bekannt geworden ist seine Äußerung aus dem Jahr 2002 über einen kritischen Journalisten, er solle „im Gefängnis vermodern“ (“Que se pudra en la cárcel”). Der Betreffende hatte Recherchen über del Olmo angestellt und war von Untersuchungsrichter Baltasar Garzón (mit dem del Olmo befreundet ist) inhaftiert worden. Im Abendprogramm moderierte del Olmo viele Jahre verschiedene Talkrunden.
Luis del Olmo wurde mit zahlreichen spanischen und internationalen Preisen ausgezeichnet. Unter anderem wurde ihm 1998 von der Kulturorganisation der Vereinten Nationen (UNESCO) für sein Engagement für Frieden, Toleranz und Solidarität in Paris die Medaille Mahatma Gandhi für den Frieden verliehen. In seinem Geburtsort Ponferrada ist im April 2003 ein Luis del Olmo gewidmetes Hörfunkmuseum (Museo de la Radio ‘Luis del Olmo’) eröffnet worden, das sich mit der Geschichte des Radios und dem Werk seines Namensgebers befasst.